# Bollion
Bollion (toponimo francese) è una frazione di 151 abitanti del comune svizzero di Lully, nel Canton Friburgo (distretto della Broye).

## Storia

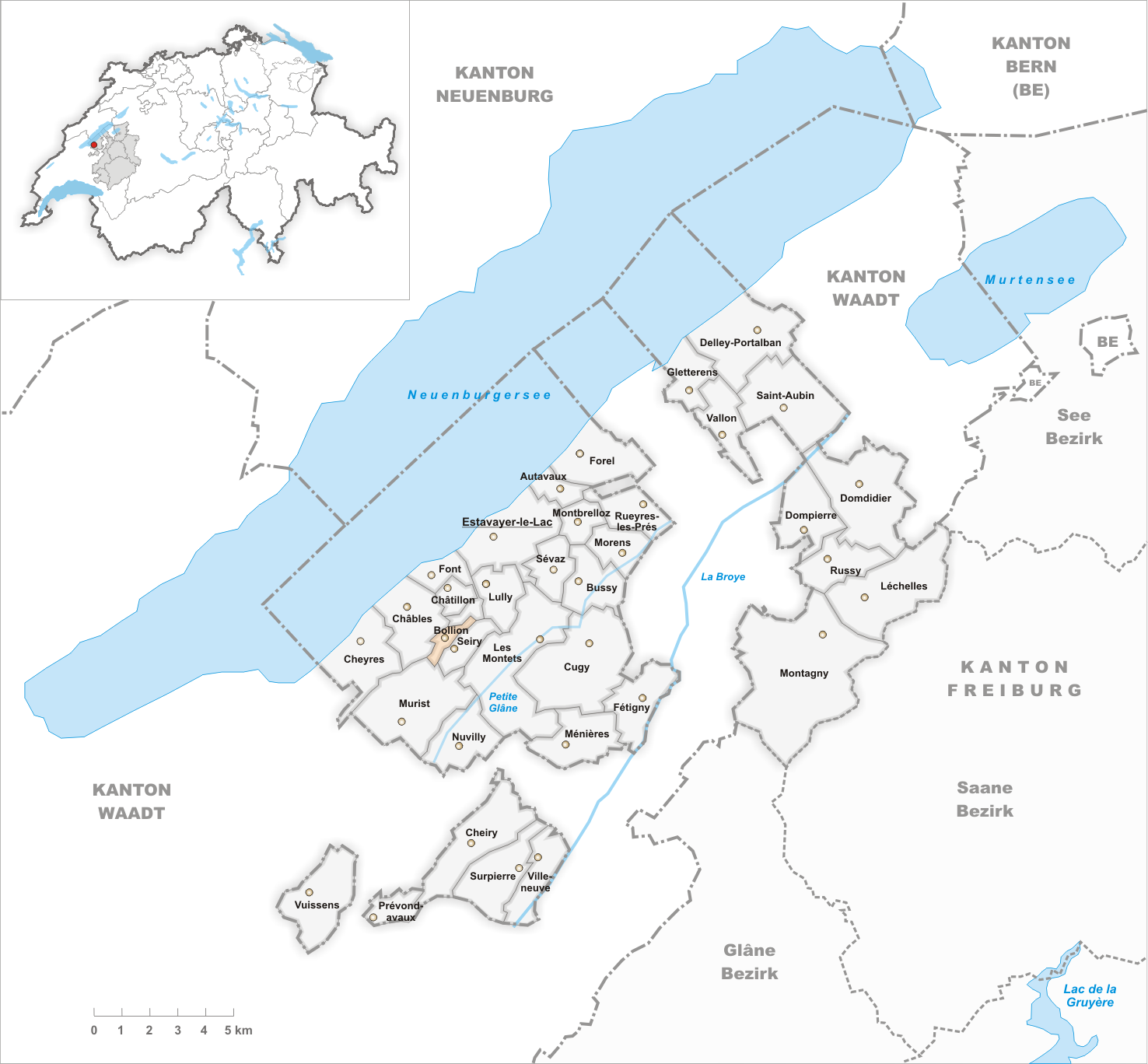
Il territorio del comune di Bollion prima degli accorpamenti comunali del 2006

Già comune autonomo istituito nel 1801 con la divisione del comune di Font-Châbles-Châtillon (ma il territorio di Bollion fu definito solo nel 1806) e che si estendeva per 0,87 km², il 1º gennaio 2006 è stato accorpato a Lully assieme all'altro comune soppresso di Seiry.

## Società

### Evoluzione demografica
L'evoluzione demografica è riportata nella seguente tabella:
Abitanti censiti

## Amministrazione
Ogni famiglia originaria del luogo fa parte del comune patriziale che ha la responsabilità della manutenzione di ogni bene comune.